# Salur Latun
Salur Latun is een bestuurslaag in het regentschap Simeulue van de provincie Atjeh, Indonesië. Salur Latun telt 231 inwoners (volkstelling 2010).